# Битва при Ля Броссиньер
Битва при Ля Броссиньер — сражение между английскими и французскими войсками 26 сентября 1423 года у города Ля-Броссиньер во время Столетней войны. Англичанами командовал сэр Джон де ла Поль, брат Уильяма де ла Поля, графа Суффолка, который вернулся в Нормандию после разграбления Анжу и Мэна.

## Предыстория
Битва при Азенкуре стала катастрофой для дворянства Анжу и Мэна: после неё английский регент герцог Бедфорд, присвоив титулы герцога Анжуйского и графа Мэна, начал систематическое завоевание региона, хоть и не без сопротивления.
В сентябре 1423 года Джона де ла Поль выступил из Нормандии с 2000 солдат и 800 лучников в рейд по Мэну и Анжу. Он захватил Сегре и там собрал все ценности, провиант и 1200 быков и коров, а также прежде чем отправиться, чтобы вернуться в Нормандии, захват заложников, как он пошел.
Королева Иоланда Арагонская, теща Карла VII, узнав о разграблении своих фамильных земель, отдала приказ наиболее доблестным партизанам французского короля отомстить англичанам. Амбруаз де Лоре, Жан VIII д’Аркур
и Андре де Лаваль-Монморанси собрали свои отряды, к ним присоединились солдаты опального барона Кулонжа.
Д’Аркур прибыл в Лаваль в пятницу 24 сентября, но отправился в путь уже в субботу утром, чтобы занять позицию на дороге, следовать за англичанами и следить за их маневрами. Он отправил вестовых к Ги де Лавалю, Луи Тремигону и Амбруазу де Лоре с сообщением, что, по его данным, англичане будут проходить через Ля-Броссиньер, следуя по главной дороге из Бретани, в следующее воскресенье утром.
В общей сложности, французская армия собрала под своими знаменами 6000 солдат, как рыцарей, так и простолюдинов.

## Ход битвы
Через два часа после того, как французские войска были составлены в боевом порядке, английские разведчики наткнулись на французских стрелков. Англичане атаковали, но французские лучники отошли на позиции главных сил, и нападавшие оказались перед лицом французской кавалерии Д’Аркура.
Англичане двигались с длинным обозом, чтобы в случае опасности пехота могла укрыться от кавалерии за телегами. Тремигон, Лоре и Кулонж ударили по английской пехоте, но не смогли её рассеять, тогда французы развернулись и напали на английский фланг, который были взломан, а солдаты загнаны в большой овраг. В этот момент по рассеянным англичанам ударила французская пехота.
Результатом боя стала бойня, в которой от 1200 до 1400 англичан погибли на поле боя, ещё 200—300 были убиты в погоне. Джон де ла Пуль, Томас Обург и Томас Клиффтон сдались, всего во французский плен попало 120 англичан. На французской стороне только один рыцарь, Жан Ле Ру, был убит в бою, погибло ещё неопределенное число оруженосцев. 16-летний Андре де Лаваль-Монморанси, будущий маршал Франции, был посвящён в рыцари на поле боя одним из своих товарищей.